# 赫伯特·馮·狄克遜

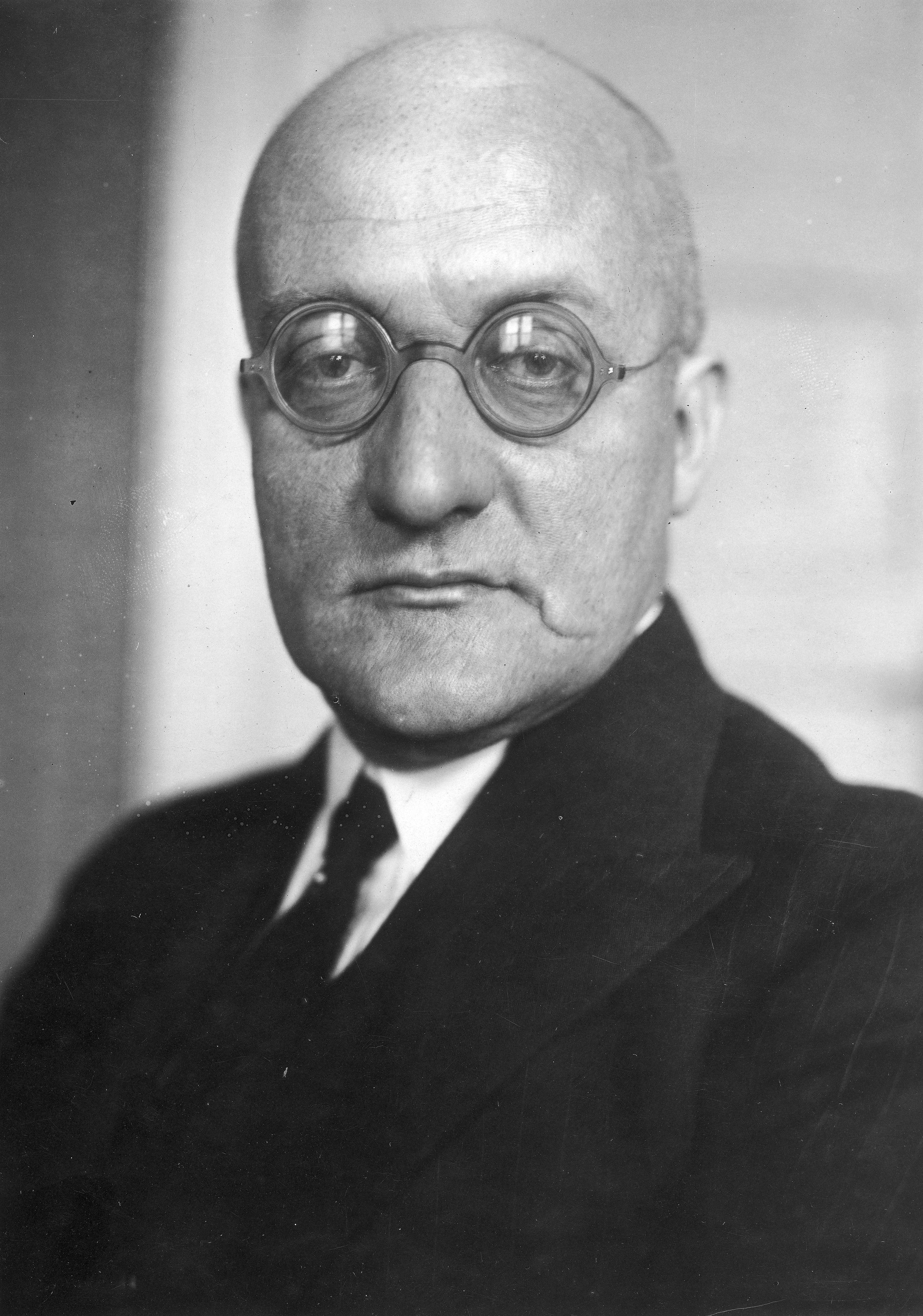
狄克遜攝於1938年

赫伯特·馮·德克森（德語：Eduard Willy Kurt Herbert von Dirksen，1882年4月2日—1955年12月19日）德国外交官，生于柏林贵族家庭，德国国家人民党成员，曾担任德国驻苏联、日本和英国大使。担任德国驻日本大使期间，曾提出“中国事变对处要纲”并就南京大轰炸表示抗议。